# Ariel Atkins
Ariel Atkins  (30 de julio de 1996, Dallas, Texas) es una jugadora de baloncesto estadounidense.